# Salmincola maraenae
Salmincola maraenae is een eenoogkreeftjessoort uit de familie van de Lernaeopodidae. De wetenschappelijke naam van de soort is voor het eerst geldig gepubliceerd in 1877 door Olsson.